# 천안동중학교
천안동중학교(天安東中學校)는 대한민국 충청남도 천안시 동남구 삼룡동에 있는 공립 중학교이다.

## 학교 연혁
- 1983년 11월 29일 : 천안동여자중학교 설립 인가(21학급)
- 1984년 3월 5일 :  제1회 입학식(448명 입학)
- 1984년 10월 19일 : 개교기념일
- 2008년 3월 1일 : 천안동중학교로 교명 변경
- 2024년 1월 5일 : 제38회 졸업식(215명 졸업, 총 졸업생 12,038명)
- 2024년 3월 4일 : 2024학년도 제41회 입학식(248명 입학)
- 2024년 9월 1일 : 제19대 최정용 교장 취임

## 참고 자료
- 천안동중학교 - 한국교육학술정보원 학교알리미